# Listă de unelte de zidărit
Aceasta este o listă cu unelte de zidărit.
- baros
- betonieră
- cancioc
- cazma sau hârleț
- ciocan
- echer
- ferăstrău
- fir cu plumb
- găleată
- lopată
- mistrie
- nivelă cu bulă de aer
- nivelă cu laser
- riglă
- roabă
- sapă
- scară
- schelă
- sfoară
- sită
- stropitoare
- șpaclu
- targă
- târnăcop